# Нижнегорский поселковый совет
Нижнегорский поселковый совет (укр. Ніжньогірська селищна рада, крымскотат. Seyitler qasaba şurası) — административно-территориальная единица в Нижнегорском районе АР Крым Украины (фактически до 2014 года), ранее до 1991 года — в  составе Крымской области УССР в СССР, до 1954 года — в составе Крымской области РСФСР в СССР, до 1945 года — в составе Крымской АССР РСФСР в СССР.
В 1938 году Сейтлер стал посёлком городского типа (рабочим посёлком), в связи с чем в нём был создан поселковый совет. После его переименования в 1944 году поселковый совет также был преобразован в Нижнегорский.
Население, по результатам переписи 2001 года, 12152 человека, в том числе 10534 городского и 1618 — сельского.
К 2014 году состоял из 1 пгт и 2 сёл:
- пгт Нижнегорский
- с. Зелёное
- с. Линейное

С 2014 года на месте сельсовета находится Нижнегорское сельское поселение.